# Sharon Wood
Sharon Wood (Halifax, 8 de maig de 1957) és una alpinista canadenca.
Als disset anys, segueix un curs d'introducció al muntanyisme a Jasper, on agafa la passió per aquesta disciplina. Més tard, afirma que aquesta passió va evitar que caigués en la delinqüència.
Wood s'entrena sota la supervisió de Laurie Skreslet, el primer canadenc a haver escalat l'Everest. Ella de seguida destaca, ja que escala diversos cims coneguts. Va escalar la cara Kane del mont Robson. Forma part del primer equip totalment femení a arribar al cim del mont Logan. Escala la cresta del Cassin sobre el mont McKinley, la cara sud de l'Aconcagua, i traça una nova ruta a la cara Anquash de la Huasscaran, la muntanya més alta de Perú.
L'any 1986, agafa un comboi de tretze persones per pujar la cresta oest de l'Everest sense assistència d'un sherpa. El 20 de maig a les 21h arriba al cim de l'Everest amb Dwayne Congdon. Esdevé llavors la primera dona occidental a escalar la Everest.
Wood va obtenir un doctorat de dret honorífic de la universitat de Calgary. També té la medalla del mèrit canadenca.